# Liste de jeux Windows (C)
Cette liste de jeux Windows dont le titre commence par la lettre C recense des jeux vidéo sortis sur le système d'exploitation Windows pour PC.
Pour un souci de cohérence, la liste utilise les noms français des jeux, si ce nom existe.
Cette liste est découpée, il est possible de naviguer entre les pages via le sommaire.
- C-evo
- Cabal Online
- Cabela's 4x4 Off-Road Adventure
- Cabela's 4x4 Off-Road Adventure 2
- Cabela's 4x4 Off-Road Adventure 3
- Cabela's African Adventures
- Cabela's African Safari
- Cabela's Alaskan Adventure
- Cabela's Big Game Hunter
- Cabela's Big Game Hunter II
  - Cabela's Big Game Hunter II: Open Season
- Cabela's Big Game Hunter III
- Cabela's Big Game Hunter III: The Next Harvest
  - Cabela's Big Game Hunter 4
- Cabela's Big Game Hunter 5
- Cabela's Big Game Hunter 6
- Cabela's Big Game Hunter 2004 Season
- Cabela's Big Game Hunter 2005 Adventures
- Cabela's Big Game Hunter 2006 Trophy Season
- Cabela's Big Game Hunter 09 Legendary Adventures
- Cabela's Big Game Hunter: Pro Hunts
- Cabela's Big Game Hunter: Special Permit
- Cabela's Big Game Hunter: Trophy Bucks
- Cabela's Dangerous Hunts
- Cabela's Dangerous Hunts 2
- Cabela's Dangerous Hunts 2013
- Cabela's GrandSlam Hunting 2004 Trophies
- Cabela's GrandSlam Hunting: North American 29
- Cabela's Hunting Expeditions
- Cabela's Outdoor Adventures
- Cabela's Outdoor Trivia Challenge
- Cabela's Ultimate Deer Hunt
- Cabela's Ultimate Deer Hunt 2
- Cabin, The: VR Escape the Room
- Caesar II
- Caesar III
- Caesar IV
- Caesars Palace 2000
- Café 0: The Drowned Mermaid
- Cafe Little Wish
- Californium
- Call for Heroes: Pompolic Wars
- Call of Cthulhu: Dark Corners of the Earth
- Call of Cthulhu: The Official Video Game
- Call of Cthulhu: The Wasted Land
- Call of Duty
  - Call of Duty : La Grande Offensive
- Call of Duty 2
- Call of Duty 4: Modern Warfare
- Call of Duty: Advanced Warfare
- Call of Duty: Black Ops
- Call of Duty: Black Ops II
- Call of Duty: Black Ops III
- Call of Duty: Black Ops IIII
- Call of Duty: Black Ops Cold War
- Call of Duty: Ghosts
- Call of Duty: Infinite Warfare
- Call of Duty: Modern Warfare Remastered
- Call of Duty: Modern Warfare 2
- Call of Duty: Modern Warfare 2 Campaign Remastered
- Call of Duty: Modern Warfare 3
- Call of Duty: Modern Warfare (2019)
- Call of Duty: Vanguard
- Call of Duty: Warzone
- Call of Duty: World at War
- Call of Duty: WWII
- Call of Juarez
- Call of Juarez: Bound in Blood
- Call of Juarez: The Cartel
- Call of Juarez: Gunslinger
- Call of the Sea
- Call to Power II
- Caller's Bane
- Callisto Protocol, The
- Calvino Noir
- Caméra Café, le jeu
- Caméra Café 2
- Camgoo
- Campagnes de Napoléon, Les
- Canaan Online
- Canal+ Classic Billard
- Candace Kane's Candy Factory
- Candy Crush Saga
- Cannon Fodder
- Cannon Fodder 2
- Cannon Fodder 3
- Canvas 2: Niji Iro no Sketch
- Cap sur l'Île au trésor
- Capitalism II
- Capsized
- Captain Forever
- Captain Forever Remix
- Captain Morgane et la Tortue d'or
- Captain Quazar
- Captain Tsubasa: Rise of New Champions
- Car Mechanic Simulator 2014
- Car Mechanic Simulator 2015
- Car Mechanic Simulator 2018
- Car Tycoon
- Carcassonne: Tiles and Tactics
- Card City Nights
- CardMon Hero
- Carl Lewis Athletics 2000
- Carmageddon
- Carmageddon II: Carpocalypse Now
- Carmageddon: TDR 2000
- Carmageddon: Reincarnation
- Carmen Sandiego: Junior Detective
- Carmen Sandiego: Math Detective
- Carmen Sandiego's Great Chase Through Time
- Carmen Sandiego's ThinkQuick Challenge
- Carnival Games VR
- Carnivores
- Carnivores 2
- Carnivores: Cityscape
- Carnivores: Ice Age
- Carrier Command: Gaea Missions
- Carrion
- Cars
- Cars 2
- Cars : La Coupe internationale de Martin
- Cart Life
- CART Precision Racing
- Cartagra ~Tsuki kurui no Yamai~
- Casanova : Le Duel de la rose noire
- Casino Empire
- Casino, Inc.
  - Casino, Inc.: The Management
- Casino Tycoon
- Castle Crashers
- Castle Doctrine, The
- Castle of Heroes
- Castle of Illusion
- Castle Shikigami II: War of the Worlds
- Castle of Shikigami III
- Castle of the Winds
- Castle Strike
- CastleStorm
- Castlevania
- Castlevania: Lords of Shadow
- Castlevania: Lords of Shadow - Mirror of Fate
- Castlevania: Lords of Shadow 2
- Castrol Honda Superbike 2000
- Castrol Honda Superbike World Champions
- Cat Lady, The
- Cat Quest
- Cate West: The Vanishing Files
- Catechumen
- CatFight: The Ultimate Female Fighting Game
- Catherine
- Catlateral Damage
- Cattle and Crops
- Catwoman
- Catz: Your Computer Petz (1996)
- Catz II: Your Virtual Petz
- Catz 3
- Catz 4
- Catz 5
- Catz (2005)
- Catz 2
- Causality
- Cave Story
- Cave, The
- Celeste
- CellFactor: Psychokinetic Wars
- Celtic Kings: Rage of War
- Celtic Kings: The Punic Wars
- Celtica
- Centipede (1981)
- Centipede (1998)
- C'est pas sorcier : Danger sur la barrière de corail
- C'est pas sorcier : Menace sur le volcan Tamakou
- C'est pas sorcier : Mystérieuse disparition en Amazonie
- Ceville
- Challenge équestre de Lucinda Green, Le
- The Chameleon (Haunted PS1 (en))
- Champion Sheep Rally
- Champions of Anteria
- Champions of Regnum
- Champions Online
- Championship Bass
- Championship Snow Boarding 2004
- Championship Surfer
- Chantelise: A Tale of Two Sisters
- Chaos: A Fantasy Adventure Game
- Chaos: In the Darkness
- Chaos;Child
- Chaos;Head NoAH
- Chaos Engine, The
- Chaos Island: The Lost World - Jurassic Park
- Chaos League
  - Chaos League : Mort subite
- Chaos Legion
- Chaos on Deponia
- Chaos Overlords
- Chaos Reborn
- Chariot
- Chariots of the Dogs
- Chariots of War
- Charlie et la Chocolaterie
- Charlie Murder
- Charlotte aux fraises : Voyage au Pays des Fraisi-Rêves
- Charlotte aux fraises et ses meilleurs amis
- Chaser
- Chasm
- Chasse au trésor 2001
- Chasseur de trésors
- Chasseurs de dragons
- Le Char chapeauté
- Cheggers' Party Quiz
- Cherry Petals Fall Like Teardrops
- Cherry Tree High Comedy Club
- Chess 2: The Sequel
- Chess Crusade
- Chess Titans
- Chessmaster 3000, The
- Chessmaster 4000 Turbo, The
- Chessmaster 5000
- Chessmaster 5500
- Chessmaster 6000
- Chessmaster 7000
- Chessmaster 8000
- Chessmaster 9000
- Chessmaster : 10ème Édition
- Chessmaster : Édition Grand Maître
- Chevaliers d'Arthur, Les : Chapitre 1 - Origines d'Excalibur
- Chevaliers d'Arthur, Les : Chapitre 2 - Le Secret de Merlin
- Chevaliers de Baphomet, Les
- Chevaliers de Baphomet, Les : Les Boucliers de Quetzalcoatl
- Chevaliers de Baphomet, Les : Le Manuscrit de Voynich
- Chevaliers de Baphomet, Les : Les Gardiens du temple de Salomon
- Chevaliers de Baphomet, Les : La Malédiction du serpent
- Cheval et Poney : Mon centre équestre
- Cheval et Poney : Mon cheval virtuel
- Cheval et Poney : Poney Rancher
- Chevaliers et Camelots
- Chibi Online
- Chicago 1930
- Chicken Little
- Chicken Little : Aventures intergalactiques
- Chicken Run
- Chien des Baskerville, Le
- Child of Light
- Children of Morta
- Chime
- Chimpanzés de l'espace, Les
- Chine : Intrigue dans la Cité interdite
- Chinese Parents
- Chip's Challenge
- Chivalry: Medieval Warfare
- Chocolatier
- Chocolatier 2: Secret Ingredients
- Chocolatier: Decadence by Design
- Choplifter HD
- Chorus
- Chris Sawyer's Locomotion
- Chroma Squad
- Chrome
- Chrome Specforce
- Chronicles of Riddick, The : Escape from Butcher Bay - Director's Cut
- Chronicles of Riddick, The: Assault on Dark Athena
- Chronicles of Spellborn, The
- Chroniques de la Lune noire
- Chroniques de Sadwick, Les : The Whispered World
- Chroniques de Spiderwick, Les
- Chrono Trigger
- Chuchel
- Church in the Darkness, The
- Cibele
- Ciconia When They Cry
- CID The Dummy
- Cinderella Phenomenon
- Cinquième Élément, Le
- Circles
- Circuit Superstars
- Cité des enfants perdus, La
- Cities in Motion
- Cities in Motion 2
- Cities XL
- Cities XL 2011
- Cities XL 2012
- Cities XXL
- Cities: Skylines
- City Car Driving
- City Connection
- City Life
- City of Brass
- City of Heroes
  - City of Villains
  - City of Heroes: Going Rogue
- Citizens of Earth
- CivCity: Rome
- Civil War: The Game
- Civil War Generals II
- Civilization
- Civilization II
- Civilization: Call to Power
  - Civilization II: Conflicts in Civilization
  - Civilization II: Fantastic Worlds
  - Civilization II: Test of Time
- Civilization III
  - Civilization III: Play the World
  - Civilization III: Conquests
- Civilization IV
  - Civilization IV: Warlords
  - Civilization IV: Beyond the Sword
  - Civilization IV: Colonization
- Civilization V
  - Civilization V: Gods and Kings
  - Civilization V: Brave New World
- Civilization: Beyond Earth
  - Civilization: Beyond Earth - Rising Tide
- Civilization VI
  - Civilization VI: Rise and Fall
  - Civilization VI: Gathering Storm
- Civilization Online
- Clandestiny
- Clannad
- Clans
- Classic British Motor Racing
- Claw
- Clean Asia!
- Cleavage
- Cléopâtre : La Reine du Nil
- Cléopâtre : Le Destin d'une reine
- Clicker Heroes
- Climb, The
- Clive Barker's Undying
- Clive Barker's Jericho
- Clock Tower
- Cloning Clyde
- Close Combat
- Close Combat : Un pont trop loin
- Close Combat III : Le Front russe
- Close Combat IV : La Bataille des Ardennes
- Close Combat : Invasion Normandie
- Close Combat: First to Fight
- Close Combat: Marines
- Close to the Sun
- Closure
- Cloud
- Cloudberry Kingdom
- Cloudpunk
- Club, The
- Club Football 2005
- Cluck Yegger in Escape from the Planet of the Poultroid
- Cluedo: Murder at Blackwell Grange
- Cluedo Chronicles : Le Masque fatal
- ClusterBall
- Clustertruck
- Cobalt
- Cocoto Kart Racer
- Cochons de guerre, Les
- Code of Princess
- Code Vein
- Code_18
- Codename Eagle
- Codename: CURE
- Codename: Outbreak
- Codename: Panzers - Phase One
- Codename: Panzers - Phase Two
- Codename: Panzers - Cold War
- Cognition: An Erica Reed Thriller
- Cogs
- Cold Fear
- Cold War
- Cold War Conflicts
- Cold Zero: The Last Stand
- Colin McRae Rally
- Colin McRae Rally 2.0
- Colin McRae Rally 3
- Colin McRae Rally 04
- Colin McRae Rally 2005
- Colin McRae Rally (2013)
- Colin McRae: Dirt
- Colin McRae: Dirt 2
- CoLoBot (en)
- Colonization
- Colt Express
- Comanche 3
- Comanche 4
- Combat Arms
- Combat Flight Simulator
- Combat Flight Simulator 2
- Combat Flight Simulator 3
- Combat Mission: Beyond Overlord
- Combat Mission: Barbarossa to Berlin
- Combat Mission: Afrika Korps
- Combat Mission: Shock Force
- Combat Mission: Afghanistan
- Combat Mission: Battle for Normandy
- Combat Mission: Fortress Italy
- Combat Mission: Red Thunder
- Combat Mission: Black Sea
- Combat Mission: Final Blitzkrieg
- Combat Wings: Battle of Britain
- Comer
- Comic Party
- Comix Zone
- Command and Conquer : Conflit du Tibérium
- Command and Conquer : Soleil de Tiberium
  - Command and Conquer : Soleil de Tiberium - Missions Hydre
- Command and Conquer 3 : Les Guerres du Tiberium
  - Command and Conquer 3 : La Fureur de Kane
- Command and Conquer 4 : Le Crépuscule du Tiberium
- Command and Conquer : Alerte rouge
  - Command and Conquer : Alerte rouge - Missions Taïga
  - Command and Conquer : Alerte rouge - Missions M.A.D.
- Command and Conquer : Alerte rouge 2
  - Command and Conquer : Alerte rouge 2 - La Revanche de Yuri
- Command and Conquer : Alerte rouge 3
  - Command and Conquer : Alerte rouge 3 - La Révolte
- Command and Conquer: Generals
  - Command and Conquer: Generals - Heure H
- Command and Conquer: The First Decade
- Command and Conquer: Renegade
- Command Ops: Battles from the Bulge
- Commander Keen in Keen Dreams
- Commander: Europe at War
- Commandos : Derrière les lignes ennemies
  - Commandos : Le Sens du devoir
- Commandos 2: Men of Courage
- Commandos 3 : Destination Berlin
- Commandos: Strike Force
- Company of Heroes
  - Company of Heroes: Opposing Fronts
  - Company of Heroes: Tales of Valor
- Company of Heroes 2
- Company of Heroes 3
- Company of Heroes Online
- Computer Edition of Risk, The: The World Conquest Game
- Conan
- Conan Exiles
- Conan Unconquered
- Conarium
- Conception II: Children of the Seven Stars
- Condemned: Criminal Origins
- Condor Soaring
- Congo The Movie: Descent into Zinj
- Conflict Zone
- Conflict: Desert Storm
- Conflict: Desert Storm II
- Conflict: Vietnam
- Conflict: Global Storm
- Conflict: Denied Ops
- Confrontation
- Connections
- Conqueror A.D. 1086
- Conqueror's Blade
- Conquest: Frontier Wars
- Conquest Earth
- Conspiracies
- Conspiracy : Armes de destruction massives
- Constantine
- Constructor
- Continue?9876543210
- Contra: Rogue Corps
- Contract J.A.C.K.
- Contrast
- Control
- Cook, Serve, Delicious!
- Cops 2170: The Power of Law
- Corde d'or, La
- Core War
- Corporate Machine, The
- Corpse Killer
- Corpse Party: BloodCovered
- Corpse Party 2: Dead Patient
- Corrypt
- Corsairs
- Cortex Command
- Corvette
- Cosmic Express
- Cosmic Osmo and the Worlds Beyond the Mackerel
- Cosmophony
- Cossacks: European Wars
  - Cossacks: The Art of War
  - Cossacks: Back to War
- Cossacks II: Napoleonic Wars
  - Cossacks II: Battle for Europe
- Cossacks 3
- Costume Quest
- Costume Quest 2
- Council, The
- Count Lucanor, The
- Counter-Strike
- Counter-Strike: Condition Zero
- Counter-Strike: Global Offensive
- Counter-Strike 2
- Counter-Strike Online
- Counter-Strike: Source
- Coupe du monde 98
- Coupe du monde FIFA 2002
- Coupe du monde FIFA 2006
- Coupe du monde de la FIFA : Afrique du Sud 2010
- Crackdown 3
- Crash Bandicoot 4: It's About Time
- Crash Time
- Crash Time 2
- Crash Time 3
- Crash Time 4: The Syndicate
- Crash Time 5: Undercover
- Crashday
- Crawl
- Crayon Physics Deluxe
- Crazy Factory
- Crazy Frog Racer
- Crazy Frog Racer 2
- Crazy Machines
- Crazy Machines 2
- Crazy Taxi
- Crazy Taxi 3: High Roller
- Crazyracing Kartrider
- Creaks
- Create
- Creature Conflict: The Clan Wars
- Creature in the Well
- Creatures
- Creatures 2
- Creatures 3
- Creatures 4
- Crew, The
  - Crew, The: Wild Run
  - Crew, The: Calling All Units
- Crew 2, The
- Cricket 2000
- Cricket 2002
- Cricket 2004
- Cricket 2005
- Cricket 07
- Crime Cities
- Crime Life: Gang Wars
- CrimeCraft
- Crimson Skies
- Crisis on the Planet of the Apes
- Critter Crunch
- Croc: Legend of the Gobbos
- Croc 2
- CrocApoca!! Crocodile maiden at the End of the World
- Croisades : Conspiration au royaume d'Orient
- Croque Canards
- Cross Channel
- Cross Days
- Cross Racing Championship 2005
- Cross Rider
- CrossCode
- CrossFire
- Crossing Souls
- Crossout
- Crow, The: City of Angels
- Crown and Council
- Crucible
- Crusader Kings
- Crusader Kings 2
- Crusader Kings III
- Crusader: No Regret
- Crusaders: Thy Kingdom Come
- Crusaders of Might and Magic
- Crusades: Quest for Power
- Cryostasis: Sleep of Reason
- Crypt Killer
- Crypt of the NecroDancer
- Crysis
- Crysis Warhead
- Crysis 2
- Crysis 3
- Crystal Key, The
- Crystals of Arborea
- CSR Racing
- CT Special Forces: Fire for Effect
- CTU Marine Sharpshooter
- Cuban Missile Crisis: The Aftermath
- Cube
- Cube 2: Sauerbraten
- Cube World
- Cue Club
- Cue Club 2
- Culpa Innata
- Cultures : À la découverte du Vinland
- Cultures 2 : Les Portes d'Asgard
- Cuphead
- Curse: The Eye of Isis
- Curse of Monkey Island, The
- Curse of the Dead Gods
- Cursed Crusade, The
- Cursed Mountain
- Cut the Rope
- Cyber Troopers Virtual-On: Operation Moongate
- Cyberdimension Neptunia: 4 Goddesses Online
- CyberGladiators
- Cybermercs: The Soldiers of the 22nd Century
- Cyberpunk 2077
- CyberStorm 2: Corporate Wars
- Cycling Manager
- Cycling Manager 2
- Cycling Manager 3
- Cycling Manager 4
- Cydonia: Mars - The First Manned Mission
- Cypher
- Cypher Code Secret: Babylone

| Sommaire : | Haut - A B C D E F G H I J K L M N O P Q R S T U V W X Y Z 0-9 |